# بارویر هایریکیان

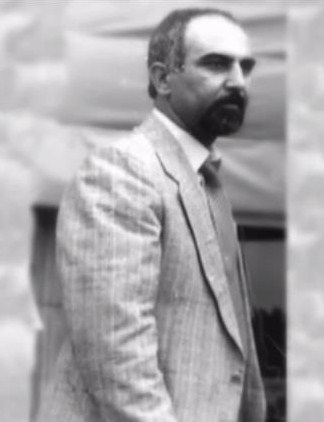

بارویرْ آرشاویری هایریکیان (ارمنی: Պարոյր Արշավիրի Հայրիկեան; انگلیسی: Paruyr Hayrikyan؛ زادهٔ ۵ ژوئیه ۱۹۴۹) سیاستمدار و آهنگساز اهل ارمنستان است. وی از نامزدهای انتخابات ریاست‌جمهوری ارمنستان در سال ۲۰۱۳ بود.